# Warenbach (Brigach)
Der Warenbach, am Oberlauf (bis zu seinem längsten Zufluss Kuhmoosbach) auch Wieselsbach genannt, ist ein rechter Zufluss der Brigach. Er verläuft weit überwiegend in der Stadtteilgemarkung Villingen von Villingen-Schwenningen im baden-württembergischen Schwarzwald-Baar-Kreis. Auf der ersten Hälfte seines Laufes durchfließt er das große Waldgebiet des Neuhäusler Waldes. Am Unterlauf in der offenen Flur begrenzt er noch vor der Bebauungsgrenze Villingen das Naturschutzgebiet Tannhörnle an dessen Nordseite. Der fast 11 km lange Bach  mündet in Villingen etwas südlich der Altstadt in die Brigach.

## Geographie

### Verlauf
Er entspringt im Schwarzwald zwischen Vöhrenbach und dem zu Villingen-Schwenningen gehörenden Dorf Pfaffenweiler. Während er auf ca. 10 Kilometern vorwiegend von West nach Ost fließt, unterquert er die in Nord-Süd-Richtung verlaufende L 181. Zuvor nimmt er drei kurze rechte „Nebenbäche“ auf. Er fließt ca. 1,5 km weiter, an der Ruine der Burg Runstal vorbei, und nimmt den von links kommenden Lachenmoosbach auf, sodann von rechts den verdolten Sandweglebach, der aus dem Herzen des Tannhörnle zu ihm stößt, und wiederum von links den Kuhmoosbach. In der Villinger Südstadt fließt er teils durch bebautes Gebiet und mündet dann in die Brigach.

### Zuflüsse und Seen
Hierarchische Liste der Zuflüsse und  Seen, jeweils von der Quelle zur Mündung. Gewässerlänge, Seefläche, Einzugsgebiet und Höhe nach den entsprechenden Layern auf der Onlinekarte der LUBW. Andere Quellen für die Angaben sind vermerkt.
Auswahl.
Ursprung des Warenbachs oder hier auch Wieselsbachs auf etwa 932 m ü. NHN im Neuhäusler Wald etwa 3 km östlich von Vöhrenbach aus dem Zusammenfluss zweier unbeständiger Waldbäche. Der mit etwa 0,3 km längere linke davon entspringt auf etwa 945 m ü. NHN an der Alten Vöhrenbacher Straße.
- Durchfließt auf etwa 873 m ü. NHN einen Waldweiher, 0,5 ha.
- (Waldbach aus dem Sommerwald), von rechts und Südwesten auf etwa 862 m ü. NHN kurz vor dem Beginn der linksseitigen Lichtung um den Villinger Viehhof, ca. 1,5 km[LUBW 7] und ca. 0,7 km². Entsteht auf bis zu 940 m ü. NHN im Sommerwald. Unbeständig.
- (Waldbach), von rechts und Südwesten auf etwa 838 m ü. NHN in der ersten Auenlichtung nach dem Viehhof, 0,9 km und ca. 0,6 km². Entsteht auf etwa 888 m ü. NHN. Oberlauf unbeständig.
- Passiert einen Weiher links am Lauf auf etwa 804 m ü. NHN, unter 0,1 ha.
- (Waldbach), von rechts und Westsüdwesten auf etwa 790,6 m ü. NHN[LUBW 2], 1,1 km und ca. 0,6 km². Entsteht auf etwa 845 m ü. NHN im Streitwald.
- Passiert einen Weiher im Zuge eines kurzen linken Teilungslaufes auf etwa 770 m ü. NHN, knapp 0,1 ha.
- Passiert einen Weiher im Zuge eines kurzen linken Teilungslaufes auf etwa 763 m ü. NHN, etwas über 0,1 ha.
- Lachenmoosbach, von links und Westnordwesten auf 727,9 m ü. NHN[LUBW 2] wenig nach der ehemaligen Burg Runstal, 3,3 km und ca. 1,3 km². Entsteht auf etwa 829 m ü. NHN.
- Sandweglebach, von rechts und Süden auf etwa 725 m ü. NHN kurz vor dem folgenden, 0,8 km und ca. 0,6 km². Entsteht auf etwa 737 m ü. NHN etwas östlich des Tannhörnles am Beginn einer begleitenden Baumreihe.
- Kuhmoosbach, von links und Westnordwesten auf etwa 723 m ü. NHN nahe der südwestlichen Siedlungsspitze von Villingen, 5,6 km und 5,5 km².[LUBW 8] Entsteht auf etwa 876 m ü. NHN zwischen Katzensteigermösle auf- und Kuhmoos abwärts.
Ab diesem Zufluss wird der Bach nurmehr Warenbach genannt.
  - (Zufluss), von links und Westnordwesten auf 749,3 m ü. NHN[LUBW 2] zwischen Villingen-Schwenningen-Volkertsweiler und dem Villinger Stadiongelände, 2,0 km und ca. 0,8 km². Entsteht auf etwa 816 m ü. NHN.
  - Kiebitzenmoosbach, von rechts und Westen auf etwa 733 m ü. NHN gegenüber dem Stadiongelände, 2,5 km und ca. 1,3 km². Entsteht auf etwa 818 m ü. NHN.

Mündung des Warenbachs von rechts und Westen auf 697 m ü. NHN in Villingen etwa gegenüber der vom Gewerbekanal versorgten Herrenmühle in die mittlere Brigach. Der Warenbach ist 10,9 km lang und hat ein 19,1 km² großes Einzugsgebiet.

### LUBW
Amtliche Online-Gewässerkarte mit passendem Ausschnitt und den hier benutzten Layern: Lauf und Einzugsgebiet des Warenbachs

Allgemeiner Einstieg ohne Voreinstellungen und Layer: Daten- und Kartendienst der Landesanstalt für Umwelt Baden-Württemberg (LUBW) (Hinweise)
1. 1 2  Höhe nach dem Höhenlinienbild auf dem Hintergrundlayer Topographische Karte.
2. 1 2 3 4 5  Höhe nach grauer Beschriftung auf dem Hintergrundlayer Topographische Karte.
3. 1 2  Länge nach dem Layer Gewässernetz (AWGN).
4. 1 2  Einzugsgebiet nach dem Layer Aggregierte Gebiete 05.
5. ↑  Seefläche nach dem Layer Stehende Gewässer.
6. ↑  Einzugsgebiet abgemessen auf dem Hintergrundlayer Topographische Karte.
7. 1 2 3  Länge abgemessen auf dem Hintergrundlayer Topographische Karte.
8. ↑  Einzugsgebiet nach dem Layer Basiseinzugsgebiet (AWGN).

### Andere Belege
1. ↑  Heinz Fischer, Hans-Jürgen Klink: Geographische Landesaufnahme: Die naturräumlichen Einheiten auf Blatt 177 Offenburg. Bundesanstalt für Landeskunde, Bad Godesberg 1967. → Online-Karte (PDF; 4,0 MB)
2. ↑  Friedrich Huttenlocher: Geographische Landesaufnahme: Die naturräumlichen Einheiten auf Blatt 178 Sigmaringen. Bundesanstalt für Landeskunde, Bad Godesberg 1959. → Online-Karte (PDF; 4,3 MB)